# ميوا يونيت
ميوا يونيت (米津 美和 ) (4 ديسمبر 1979 في أوساكا في اليابان – )؛ هي لاعبة كرة قدم كانت تلعب كمهاجم. ولعبت مع منتخب اليابان لكرة القدم للسيدات.

## وصلات خارجية
- ميوا يونيت على موقع عالم كرة القدم.نت (الإنجليزية)